# 羅斯代爾 (加利福尼亞州)
羅斯代爾（英語：Rosedale）是位於美國加利福尼亞州克恩縣的一個人口普查指定地區。

## 地理
羅斯代爾的座標為35°23′01″N 119°08′43″W / 35.38361°N 119.14528°W，而該地最高點為海拔高度111米（即364英尺）。

## 人口
根據2010年美國人口普查的數據，羅斯代爾的面積為87.966平方千米，當中陸地面積為87.966平方千米，而水域面積為0.000平方千米。當地共有人口14058人，而人口密度為每平方千米159人。